# Autobahnkreuz Rostock
Das Autobahnkreuz Rostock (Abkürzung: AK Rostock; Kurzform: Kreuz Rostock) ist ein Autobahnkreuz in Mecklenburg-Vorpommern südlich von Rostock. Es verbindet die Bundesautobahn 19 (Rostock — Wittstock/Berlin; Europastraße 55) mit der Bundesautobahn 20 (Ostseeautobahn; Europastraße 22).

## Geografie
Das Kreuz liegt auf dem Gemeindegebiet von Dummerstorf im Landkreis Rostock. Die nächstgelegenen Ortsteile sind Hohen Schwarfs, Waldeck, Kavelstorf und Dummerstorf (Ort). Es befindet sich etwa 50 km östlich von Wismar, etwa 80 km westlich von Greifswald und etwa 8 km südlich von Rostock.
Das Autobahnkreuz Rostock trägt auf der A 19 die Anschlussstellennummer 9, auf der A 20 die Nummer 16.

## Geschichte
Das Kreuz besteht seit 2000, als die „Ostseeautobahn“ (A 20) gebaut wurde. Offiziell eröffnet wurde es am 16. Dezember 2002. Vollständig befahrbar war es jedoch erst ab August 2002, als die A 20 in Richtung Osten freigegeben wurde.

## Bauform und Ausbauzustand
Beide Autobahnen sind vierstreifig ausgebaut. Die direkte Rampe im Nordwest-Quadranten ist zweispurig ausgeführt, alle anderen Rampen sind einspurig.
Das Kreuz wurde als angepasstes Kleeblatt angelegt.

## Verkehrsaufkommen
Besonders in den Sommermonaten herrscht am Kreuz Rostock viel Verkehr auf beiden Autobahnen, wenn Urlauber aus den Richtungen Berlin und Hamburg nach Graal-Müritz, zum Fischland-Darß-Zingst, nach Rügen und nach Usedom fahren. Ebenfalls ein wichtiges Ziel ist der Fährhafen Rostock, von wo aus Verbindungen nach Gedser in Dänemark, nach Trelleborg in Schweden, nach Helsinki in Finnland, nach Tallinn in Estland und nach Ventspils in Lettland bestehen.
Das Autobahnkreuz wird täglich von rund 59.000 Fahrzeugen befahren.
| Von                        | Nach                  | Durchschnittliche tägliche Verkehrsstärke | Anteil Schwerlastverkehr |
| -------------------------- | --------------------- | ----------------------------------------- | ------------------------ |
| AS Kessin (A 19)           | AK Rostock            | 26.700                                    | 11,6 %                   |
| AK Rostock                 | AS Kavelstorf (A 19)  | 26.600                                    | 10,1 %                   |
| AS Rostock-Südstadt (A 20) | AK Rostock            | 38.000                                    | 08,9 %                   |
| AK Rostock                 | AS Dummerstorf (A 20) | 25.900                                    | 07,5 %                   |